# キム・ホチョル
キム・ホチョル（ハングル:김호철、金浩哲、1955年11月13日 - ）は、韓国の男子バレーボール選手、指導者。元韓国代表。

## 来歴
1975年から1986年まで韓国代表として活躍し、1984年ロサンゼルスオリンピックに出場。コンピュータ・セッターとして名を馳せた。
1981年、イタリア・セリエAのパルマに入団し、リーグ連覇（1982年、1983年）、欧州チャンピオンズリーグ優勝に貢献。リーグ最優秀選手に3度選ばれ、イタリアではゴールデン・ハンドと呼ばれた。
1985年から1988年まで現代自動車でプレーし、1986年韓国リーグにおいても最優秀選手に選出。その後、再びイタリアに渡り1995年までプレーした。
現役を引退後、イタリアのクラブチームの監督を経て、2003年から現代キャピタルの監督を務め、2006年と2007年にVリーグのタイトルを獲得。2006年と2009年には韓国代表監督も兼任した。

## 所属クラブ
- 金星通信（1980-1981年）
- パッラヴォーロ・パルマ（1981-1984年）
- 現代自動車（1985-1988年）
- シスレー・トレヴィーゾ（1988-1990年）
- スキーオ・スポルト（1990-1995年）

## 指導歴
- パッラヴォーロ・パルマ（1995-1996年）
- シスレー・トレヴィーゾ（1996-1998年）
- ポルト・ラヴェンナ・バレー（1998-2000年）
- アドリアバレー・トリエステ（2001-2003年）
- 天安現代キャピタル・スカイウォーカーズ（2003-2011年）
- 大韓民国男子代表（2006年、2009年）
- ウリキャピタル・ドリームシックス（2012-2013年）
- 天安現代キャピタル・スカイウォーカーズ（2013-2015年）
- 大韓民国男子代表（2017-2019年）
- IBK企業銀行アルトス（2021-）